# Philipp Haager
Philipp Haager (* 1974 in Stuttgart) ist ein deutscher abstrakter Maler.

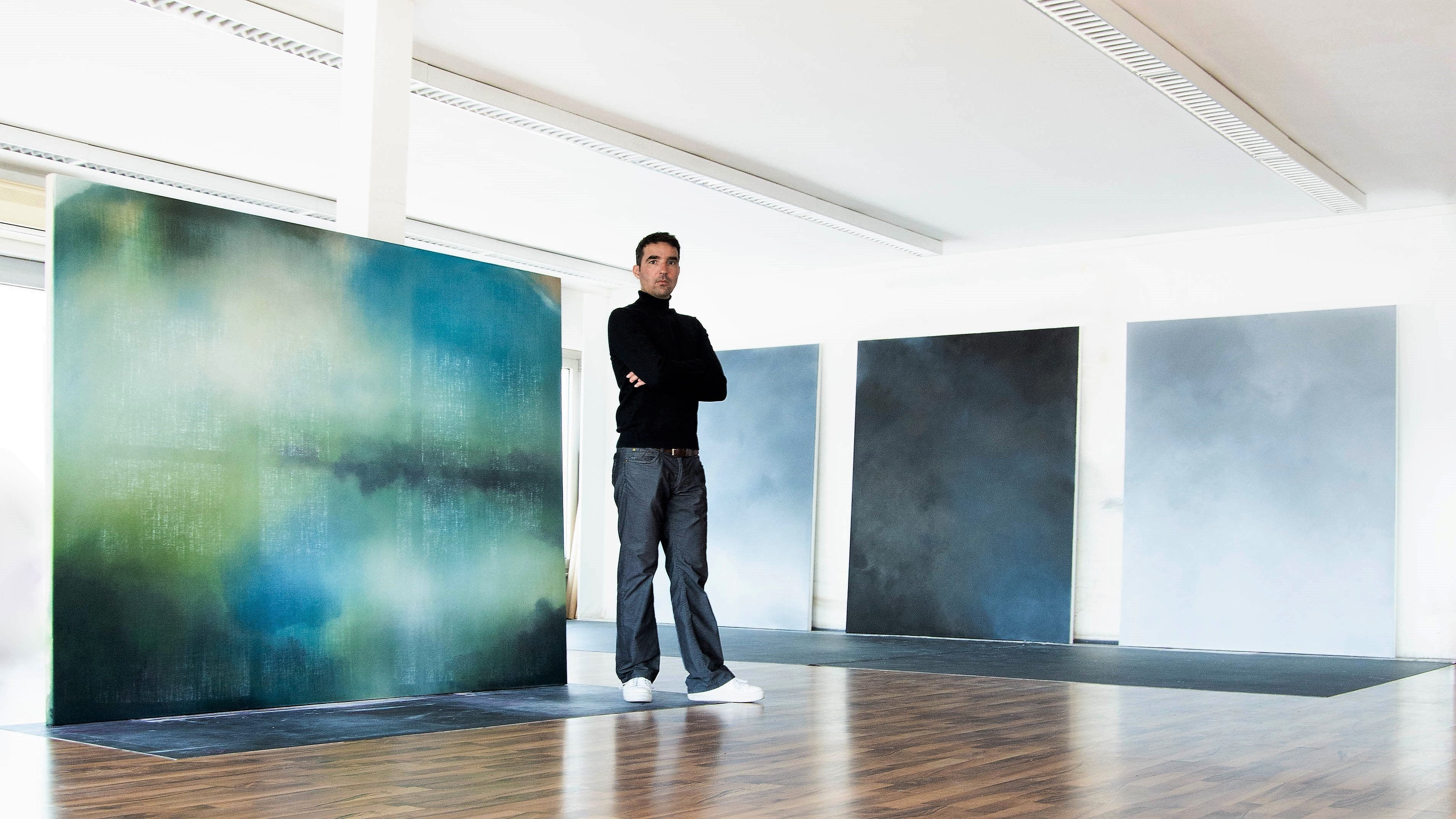
Der Künstler Philipp Haager in seinem Atelier

## Leben und Werk
Philipp Haager studierte von 1999 bis 2004 an der Staatlichen Hochschule für Bildende Künste – Städelschule in Frankfurt am Main Freie Malerei in der Klasse von Christa Näher. Zu seinen Professoren zählten während des Studiums unter anderem Per Kirkeby, Hermann Nitsch, Peter Angermann, Thomas Bayrle, Ayse Erkmen sowie Wolfgang Tillmans. Der abstrakte Künstler lebt und arbeitet bei Stuttgart.

### Werkgruppen und Entwicklung
Zu seinen wichtigsten Werkgruppen zählen die Dome Paintings, Nearfield, Deep Field Nebula und die Bonsai Paintings. Die Dome Paintings gehören zu seiner jüngsten Reihe und entstehen seit dem Jahr 2020. Die Arbeit an den atmosphärischen Nearfield Paintings begann Haager 2008. Sie entstehen in einem aufwändigen, mehrschichtigen Prozess mit Tusche auf Leinwand. Volkhard App äußert bei Deutschlandradio Kultur: „(...) wenn Philipp Haager nimmermüde in einer Art Lasiertechnik Farbschicht um Farbschicht auf seine Leinwände bringt, entstehen am Ende stimmungsvolle Landschaften“, und Haager selbst dazu: „(...) Die Arbeiten sind mit Tusche gemacht, nass in nass gemalt. Bei mir war es eine intuitive Entscheidung, mit Tusche zu beginnen – wahrscheinlich habe ich sie genommen, weil sie schwarz war. Ich habe versucht, den Blick nach innen zu richten. Drei oder vier Jahre male ich schon so, und die Möglichkeiten sind noch längst nicht ausgeschöpft.“
Die Reihe der Deep Field Nebula Paintings malte er ab dem Jahr 2015. Hier setzt er sich künstlerisch frei mit dem Hubble Deep Field der NASA auseinander und damit mit den Grenzen des sichtbaren Universums. Die daraufhin entstanden Bilder sind eine Reihe abstrakter, monochromer Nebel. Wie es der Name nahelegt, so handelt es sich bei den Bonsai Paintings um eine umfangreiche, seit 2008 fortgeschriebene Reihe kleinformatiger Bilder, teils Miniaturen, in denen Haager in den letzten Jahren die Spontaneität der Pleinair-Malerei, der Wasserfarbe und asiatischen Maltraditionen aufnimmt und miteinander verbindet. Sie stehen in einem engen Verhältnis zu seinen großformatigen Gemälden, teils als Skizzen und Vorarbeiten, teils als Kopie bestehender Werke.
Haagers Dome Paintings stellen gleichermaßen einen Bruch als auch eine konsequente Weiterentwicklung seines bisherigen Schaffens dar. In ihrer Komposition sind sie von Kuppeln und damit der Deckenmalerei inspiriert. Die Ecken der Bilder sind jeweils mit starken, klar konturierten, leuchtend-expressiven Farbklängen gestaltet, während die Mitte, wo das Zentrum des Geschehens erwartet wird, teils fast komplett leer bleibt. Dadurch suggerieren sie wie Kuppeln in Kirchen oder Tempeln eine Öffnung nach oben, hin zu einer höheren, unsichtbaren Welt. In seinen Arbeiten ist im Farbraum jeweils eine starke Verdichtung und Anreicherung zu beobachten. Dies trifft auf die „Nicht-Farben“ Schwarz und Weiß zu: Sowohl die weißen Felder und Leerstellen in den Bildmitten der Dome Paintings bergen bei längerer Betrachtung die Fülle des kompletten Farbspektrums, ebenso wie die dunkelsten Ecken und die schwärzesten Stellen der Deep Field Paintings.

### Techniken
Haager malt seit 2004 in der Technik der Lasurmalerei, bei der er mit nassem Pinsel den nassen Malgrund (beispielsweise Leinwand oder Papier) mit zahlreichen Tusche-Schichten tränkt. Seine Leinwände grundiert er bei diesem Verfahren grundsätzlich nicht. Darauf aufbauend setzt er Aquarell- oder Gouache-Farben teilweise direkt aus der Tube, wodurch er zwei malerisch gegensätzliche Techniken miteinander verbindet, die Lasurmalerei und die Primamalerei. Bei den Dome Paintings arbeitet er nun konsequent mit einer grell weißen Grundierung und setzt die Farbe in direkter Geste als Alla-prima-Malerei.

### Kunsthistorische Zusammenhänge
In seiner Jugend beeinflussten Haager Zeichnungen von Joseph Beuys und die Bilder von Antoni Tàpies, während seines Studiums die Malerei von Bernard Schultze. Künstlerisch sieht er sich in der Tradition der europäischen Kunstgeschichte seit Giotto über Monet und Cézanne bis Gotthard Graubner. Einflüsse des Abstrakten Expressionismus, Informel, Tachismus, Farbfeldmalerei und Minimalismus waren prägend für die Entwicklung von Haagers eigenem abstraktem Stil.

## Ausstellungen (Auswahl)

### Einzelausstellungen
- 2006: Zwischenreihig (‚in between‘), IHK/Städel Museum, Frankfurt am Main
- 2007: Itinerarium, Städtische Galerie im Helferhaus, Backnang
- 2009: Eins durch Zeit (One Over Time), DECK - Galerie für aktuelle Kunst, Stuttgart
- 2010: Phasis, Hospitalhof Stuttgart
- 2014: Philipp Haager - artplosiv Freiburg Galerie, Freiburg i. B.[2]
- 2015: Haager Deep Field, Strzelski Galerie, Stuttgart
- 2015: Deep Field Paintings, artplosiv Gallery, Kunstraum van Treek, München
- 2018: Philipp Haager - Städtische Galerie Leonberg
- 2019: Bonsai Garden - artplosiv Galerie Freiburg, Freiburg i. B.
- 2020: Dome Paintings - Strzelski Galerie, Stuttgart
- 2023: Mein letzter Urlaub (mit Jörg Mandernach), KulturKiosk, Stuttgart
- 2023: Renaissance - Dome Paintings - Galerie Skulpturale, Lindau
- 2024: Mein Tagebuch heißt Himmel (My diary is called Heaven), Nordheimer Scheune, Nordheim
- 2024: Postcards from LB, PERG, Ludwigsburg

### Gruppenausstellungen
- 2004: Fin, Städel Museum, Frankfurt am Main
- 2008: Back to black – Black in current painting, Kestnergesellschaft, Hannover[3]
- 2009/10: Es werde Dunkel! Nachtdarstellungen in der zeitgenössischen Kunst (‚Let There Be Dark! The Night in Contemporary Art‘), Museum Alte Post, Mülheim a. d. Ruhr und Stadtgalerie Kiel, Städtische Galerie Bietigheim-Bissingen,
- 2011: Luftkunst – Luft als Material von Mythen und Medium der Kunst (‚Air as Substance of Myths and Medium in Contemporary Art‘), Zeppelin Museum, Friedrichshafen
- 2013: Dialog-Trialog #2 - Museum Biedermann, Donaueschingen
- 2016: Der Funke soll in Dir sein (The spark should be inside you) – kuratiert von / curated by André Butzer – Salon Dahlmann, Berlin
- 2017: Landschaft - raumsechs, Düsseldorf
- 2018: Verlassen auf mein Herz – Galerie im Künstlerhaus, Leonberg[4]
- 2019: Mit Verkohltem wollte ich Deinen Schatten halten – kuratiert von Jörg Mandernach Kunstverein Ellwangen, Schloss Ellwangen
- 2022: The Most Dangerous Game – SPURS Gallery, Beijing, China
- 2023: Die Welt ist noch auf einen Abend mein – Galeria Ehrhardt Flórez, Madrid
- 2024: Daß die Göttin nicht himmelwärts, sondern herab nach ihren Freunden blickt – Secci Galeria, Florenz
- 2025: Sonne, Mond & Sterne – Mit der Tradition nicht brechen, mit André Butzer & Thomas Grötz, Städtische Galerie Ostfildern[5]

## Ausstellungskataloge
- Back to Black. Black in Current Painting. Schwarz in der aktuellen Malerei. Hrsg.: Veit Görner, Eveline Bernasconi, Caroline Käding und Frank-Thorsten Moll, mit Werken von unter anderem Pablo Alonso, Jonathan Meese und Pat Rosenheimer, 30.05.2008–10.08.2008, Kestnergesellschaft, Hannover, Kehrer Verlag, Heidelberg/Berlin 2008, ISBN 978-3-86828-010-4,
- Philipp Haager, Hrsg.: Viola Hildebrand-Schat, Katalog zur Ausstellung von Studentinnen der Johann Wolfgang Goethe-Universität Frankfurt/Main, 05.06. – 03.07.2008, Frankfurter Welle, 2008
- Philipp Haager. Phasis. Mit einem Vorwort von Helmut A. Müller und einem Text von Frank-Thorsten Moll, 08.01.2010–07.02.2010, Hospitalhof Stuttgart, Kehrer Verlag, Heidelberg/Berlin 2010, ISBN 978-3-86828-154-5.
- verlassen auf mein Herz. relying on my heart. Hrsg.: Philipp Haager, unter Beteiligung von André Butzer, Jochen Plogsties et al. 1.06.2018–28.07.2018, Galerie im Künstlerhaus Leonberg, 2018, ISBN 978-3-00-058945-4.